# Trachypithecus obscurus

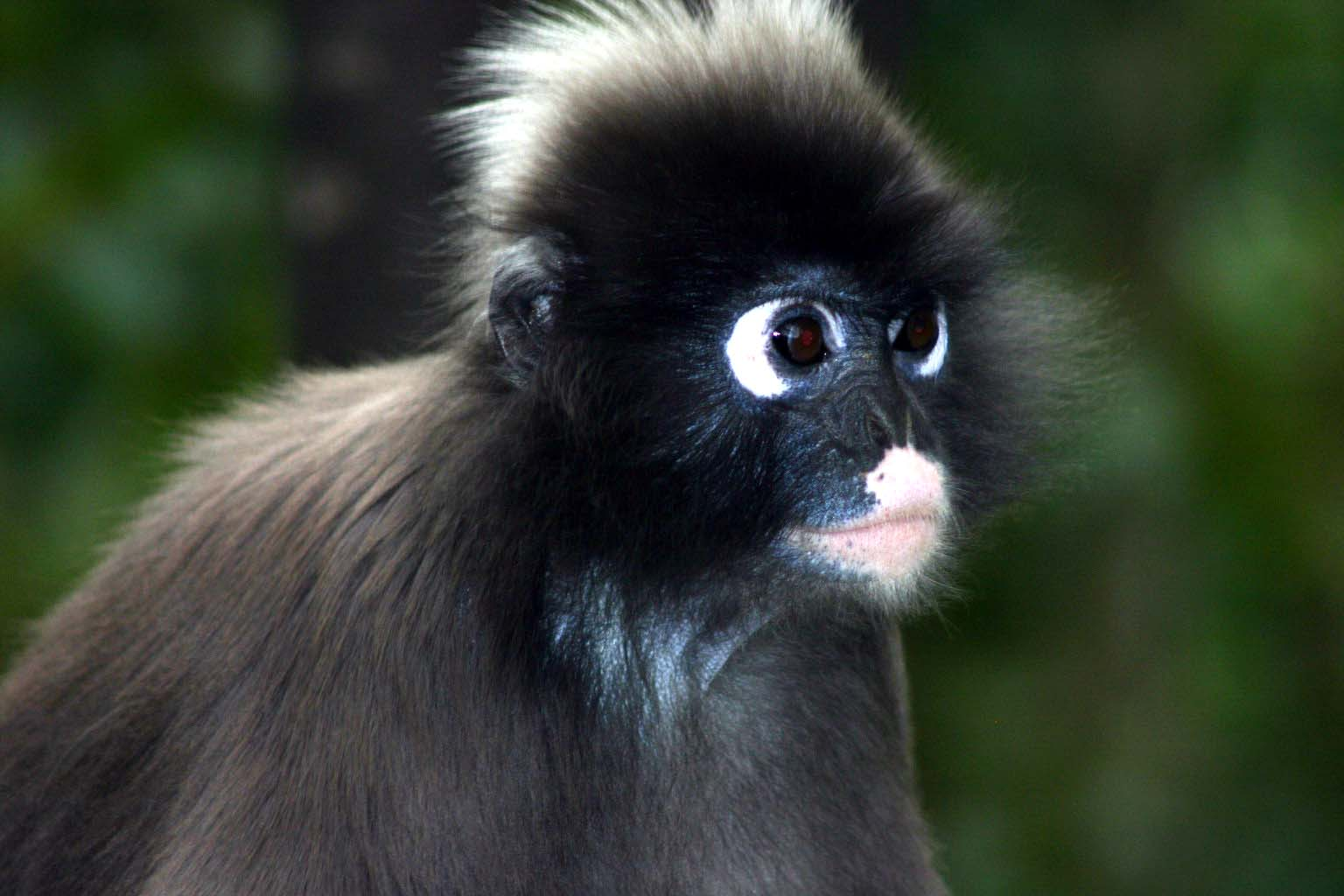
Macho adulto de langur obscuro.

El langur oscuro o langur de anteojos (Trachypithecus obscurus) es una especie de primate catarrino de la familia Cercopithecidae que habita en Malasia, Birmania y Tailandia.
Habita en los bosques y bosques montañosos. Se le ve en la vegetación primaria y secundaria.
De longitud en la cabeza y el cuerpo logra de 42 a 67 cm. La cola mide de 63 a 81 cm. El peso es de 5 a 9 kg.
La alimentación consiste de frutas, hojas y flores
Se reconocen varias subespecies:
- Trachypithecus obscurus obscurus
- Trachypithecus obscurus flavicauda
- Trachypithecus obscurus halonifer
- Trachypithecus obscurus carbo
- Trachypithecus obscurus styx
- Trachypithecus obscurus seimundi
- Trachypithecus obscurus sactorum